# Thibaudia lateriflora
Thibaudia lateriflora är en ljungväxtart som beskrevs av A. C. Smith. Thibaudia lateriflora ingår i släktet Thibaudia och familjen ljungväxter. Inga underarter finns listade i Catalogue of Life.